# Zwierzęta futerkowe

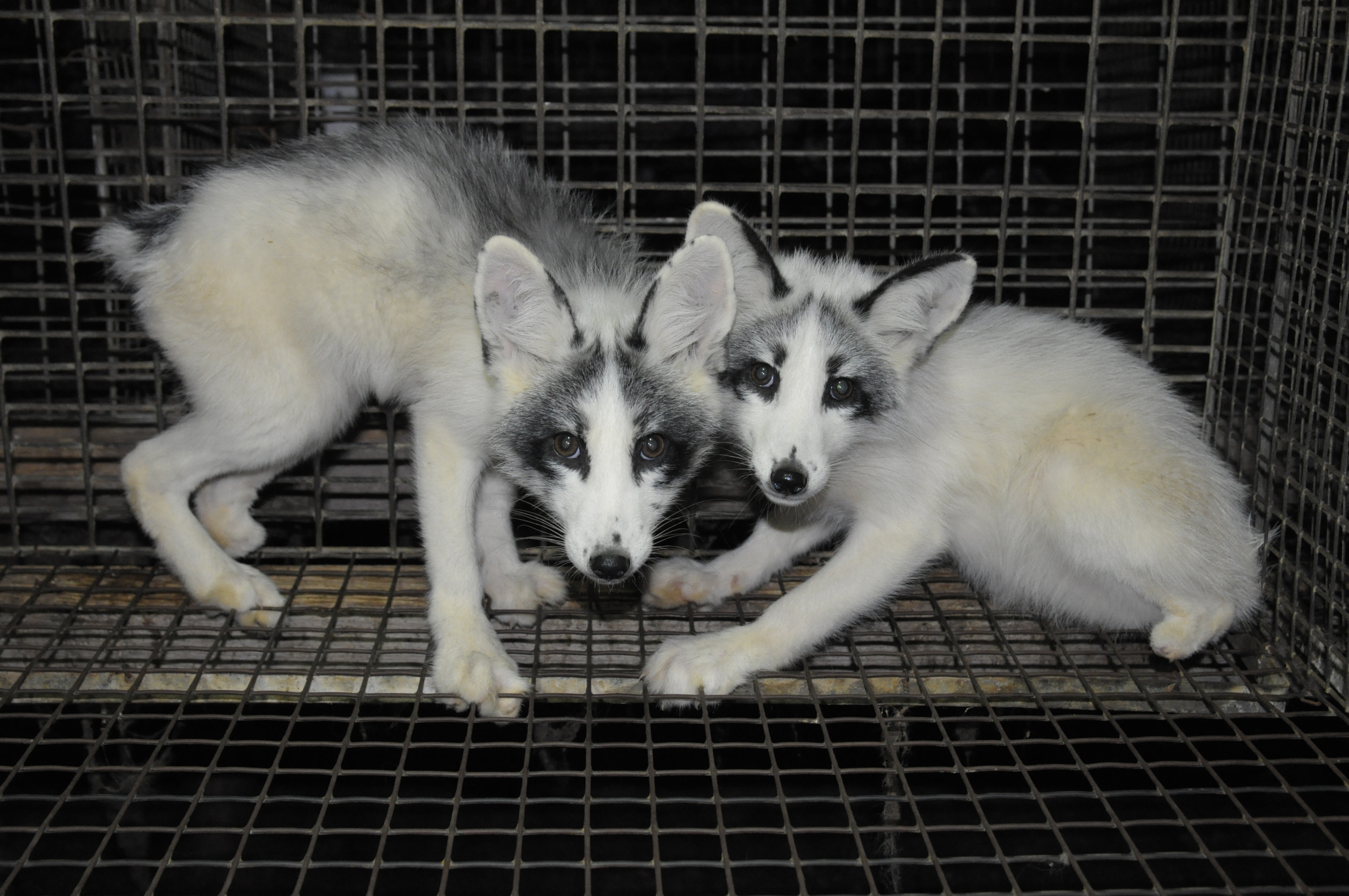
Zwierzęta futerkowe

Zwierzęta futerkowe – zwierzęta hodowlane lub dzikie z gatunków ssaków, np. zające, króliki, susły, piżmaki, borsuki, foki, kangury, małpy, lisy, szynszyle, sobole, nutrie, psy, koty - łącznie około 170 gatunków, utrzymywane głównie w celu produkcji surowca dla przemysłu futrzarskiego, a także mięsnego i włókienniczego. Przy czym futra zwierząt żyjących na wolności są delikatniejsze od futer zwierząt hodowlanych.
Wyczerpujące się zasoby populacji dzikich zwierząt zapoczątkowały chów w niewoli, a także hodowlę. W 1893 r. uzyskano w Kanadzie srebrzystą odmianę lisa. Od 1923 r. hoduje się szynszyle.
W polskim ustawodawstwie do zwierząt futerkowych zaliczane są:
- lis pospolity (Vulpes vulpes)
- lis polarny (Alopex lagopus)
- norka amerykańska (Neovison vison syn. Mustela vison)
- tchórz zwyczajny (Mustela putorius)
- jenot (Nyctereutes procyonoides)
- nutria (Myocastor coypus)
- szynszyla mała (Chinchilla lanigera)
- królik europejski (Oryctolagus cuniculus).

Wykorzystywanie futer zwierząt do produkcji odzieży jest krytykowane przez obrońców środowiska naturalnego ze względu na często niehumanitarne warunki hodowli lub okrutne metody uśmiercania zwierząt. 